# Frej Ossiannilsson

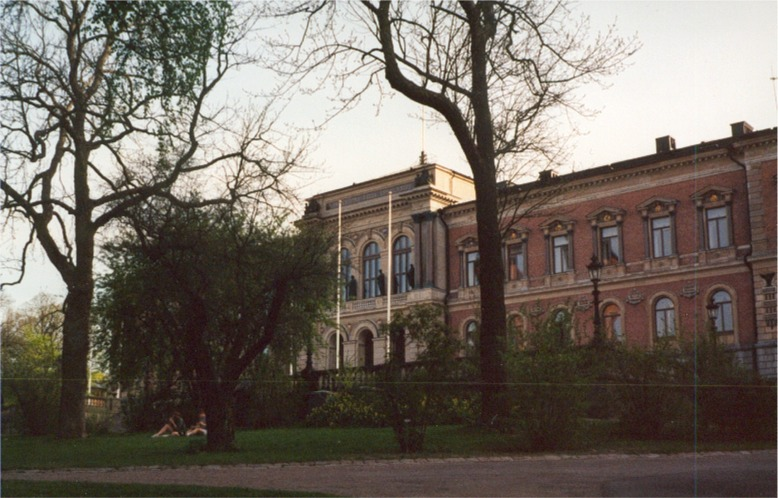
Hauptgebäude der Universität Uppsala

Frej Ossiannilsson (* 8. Dezember 1908 in Helsingborg; † 6. März 1995 in Uppsala) war ein schwedischer Zoologe und Professor an der Universität Uppsala. Er entdeckte die bis dahin nicht bekannte Schallerzeugung bei Zikaden (Auchenorrhyncha: Cicadomorpha und Fulgoromorpha), die nicht der Familie der nach dieser Fähigkeit benannten Singzikaden angehören, indem er ein Röhrchen mit darin eingeschlossenen Tieren an sein Ohr drückte. Daraus resultiert seine auf dem Gebiet der Bioakustik der Insekten bahnbrechende Arbeit „Insect drummers“ aus dem Jahr 1949.

## Familie
Frej Ossiannilsson war von fünf Söhnen der Erstgeborene des Schriftstellers Karl Gustav Ossiannilsson (1875–1970) und seiner Frau Naemi, geborene Arnman. Die Familie zog 1915 nach Linghem in Östergötland. Die Eltern unterrichteten ihre Kinder selbst und führten alle zum Reifezeugnis. 1938 heiratete Frej Ossiannilsson Inegärd Malmström, die er während seiner Studienzeit an der Universität Lund kennenlernte. Ihre einzige Tochter wurde nach einem Gedicht ihres Großvaters Maj genannt. 1940 zog die Familie nach Stockholm, wo Frej Ossiannilsson am Institut für Pflanzenschutz arbeitete. Für einen Lehrauftrag an der Landwirtschaftlichen Fakultät der Universität von Uppsala zog die Familie dorthin. Dort starb der Zoologe 1995 nach einem Schlaganfall.

## Werdegang
Nach dem Militärdienst studierte Frej Ossiannilsson an der Universität Lund Chemie, Zoologie, Botanik und Pädagogik. 1934 veröffentlichte er seinen ersten Artikel über schwedische Zikaden. 1935 erwarb er seinen Studienabschluss. Der Zweite Weltkrieg zwang ihn erneut zum Militärdienst. Die wirtschaftliche Situation der Familie war schlecht, doch ermöglichte sein entomologisches Fachwissen einen Zusatzverdienst durch Experimente zur chemischen Bekämpfung von Zecken, Flöhen und Läusen. Er benutzte dazu seinen eigenen Körper, indem er mit Gummibändern kleine Käfige mit Versuchstieren an seinen Armen und Beinen anbrachte. Später war er als Assistent von Professor Kemner für die Pflege und Organisation der Insektensammlung des schwedischen Instituts für Pflanzenschutz verantwortlich. 1940 wurde er fest angestellt und zog mit seiner Familie nach Stockholm. Er war für die Inventarisierung der Insektenfauna von Kartoffelfeldern und anderen Feldkulturen verantwortlich. Ferner galt sein besonderes Interesse den Schnabelkerfen (Hemiptera). In dieser Zeit konnte er seine taxonomischen und ökologischen Kenntnisse beträchtlich erweitern und verfasste eine reich illustrierte Bearbeitung der Zikadenfauna Schwedens in der Reihe „Svensk Insektfauna“ (1946/47), die der Vorläufer seines später weithin bekannten dreibändigen Buches war. 
Frej Ossiannilsson entdeckte schließlich die Schallerzeugung bei sogenannten „Nicht-Singzikaden“, indem er ein Röhrchen mit darin eingeschlossenen Tieren an sein Ohr drückte. Bis dahin war die Lauterzeugung nur in der Familie der Singzikaden (Cicadidae), da vom Menschen deutlich hörbar, bekannt. Er unterzog dieses einer genaueren Untersuchung und konnte feststellen, dass die Apodeme, an denen die Singmuskeln ansetzen, zur Artbestimmung herangezogen werden können. Seine Dissertation an der Universität Lund „Insect drummers“ aus dem Jahr 1949 war eine bahnbrechende Arbeit auf dem Gebiet der Bioakustik von Insekten. Im gleichen Jahr wurde er an der Landwirtschaftlichen Fakultät der Universität von Uppsala als Lehrbeauftragter angestellt und in Anerkennung seiner taxonomischen Arbeit 1963 zum ordentlichen Professor ernannt. 
Seine Zeit in Uppsala widmete er zum großen Teil der Taxonomie der Blattläuse und Zikaden. Er verfasste „The Auchenorrhyncha of Fennoscandia and Denmark“ in der Reihe „Fauna Entomologica Scandinavia“. Die Bearbeitung enthält detaillierte Abbildungen der Genitalmorphologie sowie der Apodeme der Zikaden. Sein letztes Werk war die Abhandlung der Blattflöhe (Psylloidea) innerhalb derselben Reihe im Jahr 1992. Das Manuskript wurde von seinem Nachfolger Jan Pettersson Korrektur gelesen.
Gemeinsam mit seiner Frau verbrachte er viele Sommer in verschiedenen Regionen Schwedens, um dort Insekten zu sammeln. Nach seiner Pensionierung 1974 hinterließ er eine Insektensammlung mit etwa 20.000 präparierten Individuen.
Seit 1984 war Frej Ossiannilsson Inhaber eines Ehrenstipendiats für seine Pionierarbeit auf dem Gebiet der akustischen Kommunikation der Zikaden in der Royal Entomological Society in London.
Die Gesänge einiger der von Frej Ossiannilsson in seiner Dissertation untersuchten Zikaden wurden auf eine Schallplatte gebracht, die bis heute vom schwedischen Rundfunk zu verschiedenen Anlässen gespielt wird. Im Jahr 2002 wurde anlässlich des 11. Internationalen Auchenorrhyncha Kongresses in Potsdam eine digitale Reproduktion auf CD erstellt. Zu hören ist unter anderem der Gesang der Erlenschaumzikade (Aphrophora alni).

## Interessen
Sein größtes Interesse galt seiner Arbeit. Aber auch die Literatur und die Musik gehörten zu seinen Beschäftigungen in der Freizeit. Seine Bibliothek umfasste nach seinem Ableben etwa 4000 Bücher in Englisch, Deutsch, Französisch, Latein und Griechisch. In seiner Familie spielte er Geige und verbrachte jeden Tag eine Stunde mit dem Hören von Musik, wobei Mozart sein bevorzugter Komponist war. Er war außerdem an Theater und Kunst interessiert.

## Werke
- Contributions to the knowledge of Swedish Cicadina. II., with description of a new species. Opusc. ent. 9, 1944, S. 14–16.
- Halvvingar. Hemiptera. Stritar Homoptera Auchenorrhyncha. Svensk insektfauna 7, 1946, S. 1–150.
- Halvvingar. Hemiptera. Stritar Homoptera Auchenorrhyncha. Svensk insektfauna 7, 1947, S. 151–270.
- Insect drummers. A study on the morphology and function of the sound-producing organ of Swedish Homoptera Auchenorrhyncha. Opusc. entomol., Suppl. 10, 1949, S. 1–146.
- On the identity of Cicada spumaria Linnaeus (1758) (Hem. Hom.) with notes on the breeding-plants of three Swedish Cercopids. Opusc. ent. 15, 1950, S. 145–156.
- On the shape of the apodemes of the second abdominal sternum of the males as a specific character in the genus Macrosteles Fieb. (Hom. Auchenorrhyncha). Opusc. ent. 16, 1951, S. 109–111.
- The Auchenorrhyncha (Homoptera) of Fennoscandia and Denmark. Part 1: Introduction, infraorder Fulgoromorpha. Scandinavian Science Press, Kopenhagen 1978.
- The Auchenorrhyncha (Homoptera) of Fennoscandia and Denmark. Part 2: The Families Cicadidae, Cercopidae, Membracidae, and Cicadellidae (excl. Deltocephalinae). Scandinavian Science Press, Kopenhagen 1981.
- The Auchenorrhyncha (Homoptera) of Fennoscandia and Denmark. Part 3: The Family Cicadellidae: Deltocephalinae, Catalogue, Literature and Index. Scandinavian Science Press, Kopenhagen 1983.
- The Psylloidea (Homoptera) of Fennoscandia and Denmark. Fauna Entomologica Scandinavica 26, 1992.